# Tell Me When to Go
«Tell Me When to Go» — перший сингл з дев'ятого студійного альбому американського репера E-40 My Ghetto Report Card. Пісню записано з участю Keak da Sneak. Трек, спродюсований Ліл Джоном, став одним з перших синглів, які вивели жанр гайфі на національний рівень. Композиція посіла 35-ту сходинку чарту Billboard Hot 100. У пісні як семпл використано композицію «Dumb Girl» гурту Run-D.M.C.

## Відеокліп
У відео знялися D-Shot, Dem Hoodstarz, Гаджі Спрінґер, Too Short, Ліл Джон, Рік Рок, The Federation, Battle Loco, Lil' Scrappy, Джей Валентайн, Mistah F.A.B., Big Rich, Turf Talk, The Crest Creepaz та Frank D.

## Виконання наживо
«Tell Me When to Go» виконали наживо у нью-йоркському рок-клубі «Snitch» за день до церемонії нагородження MTV Music Video Awards 2006 р. E-40 та Ліл Джон читали реп, у той час як рок-інструментал грав гурт Metal Skool.

## Ремікси
Офіційний ремікс записано з участю Каньє Веста, Ice Cube та Game. Він також містить додатковий куплет від E-40.
У створенні «Super Hyphy Remix» взяли участь Too Short, B-Legit, Клайд Карсон, Turf Talk, Richie Rich, Сан Квін, The Federation, Hoodstarz, Мессі Марв, Mistah F.A.B., Yukmouth, Big Rich, PSD, J-Diggs та Balance. На початку композиції E-40 говорить: «RIP Mac Dre, Dre you supposed to be on this one baby» (укр. Спочивай з миром Mac Dre, Дре, хлопче, ти мав бути на цьому реміксі), говорячи про винахідника жанру гайфі, репера Mac Dre.
Також існує «Tell Me When to Go (Remix)», який потрапив до платівки Chingo Bling They All Want Him, But Who Can Afford Him.

## Чартові позиції
| Чарт (2006)                        | Найвища позиція |
| ---------------------------------- | --------------- |
| US Billboard Hot 100               | 35              |
| US Billboard Hot Rap Tracks        | 8               |
| US Billboard Hot R&B/Hip-Hop Songs | 37              |
| US Billboard Pop 100               | 50              |